# Róna Lajos (újságíró, 1882–1934)
Róna Lajos, született Reinik Lipót (Makó, 1882. október 8. – Budapest, Erzsébetváros, 1934. december 5.) magyar újságíró.

## Életpályája
Szülei Róna (Reinik) Sámuel és Horovitz Cecília voltak. A középiskola elvégzése után rendőrtiszt lett Makón. 1902-ben az egyik újságban kigúnyolta a főispánt, ezért elvesztette állását. Aradra költözött és az Aradi Közlöny munkatársa lett. Szegeden és Nagyváradon is dolgozott. Szegeden a Szeged és Vidéke, a Tőzsdei Kurír és a Délmagyarország (1910) munkatársa volt. 1906-ban rövid ideig a nagyváradi Szabadság felelős szerkesztője volt Kun Bélával együtt. Budapesten (1910) A Nap riportere lett. 1917-től a Déli Hírlap szerkesztője volt. Megalapította a Pénzvilág című lapot. Ezután A Mai Nap munkatársa, 1933-tól főszerkesztője volt.
Felesége Rosenfeld Olga (1886–?) volt, Rosenfeld Nándor és Spiegel Amália lánya, akit 1909. augusztus 1-jén Szegeden vett nőül.
A Kozma utcai izraelita temetőben nyugszik (15-2-24)

## Művei
- Sajó Aladár–Róna Lajos: Az újság. Újságírás – újságkiadás; Budapesti Hírlap Ny., Bp., 1902
- A választói jogról; Wesselényi Ny., Szeged, 1905 (Szegedi Társadalomtudományi Társaság kiadványa)
- Harminc év az újságírói pályán 1-3. (Budapest, 1930)
- Ország a pácban. Egy újságíró az 1918-1919-es összeomlásban; Kárpátia Stúdió, Köröstarkány–Balatonfőkajár–Bp., 2023